# ソフィア・ファウラー・ギャローデット
ソフィア・ファウラー・ギャローデット（Sophia Fowler Gallaudet、1798年5月20日 - 1877年3月13日）は、トーマス・ホプキンズ・ギャローデットの妻である。国立聾唖大学（後のギャローデット大学）の創立運動に関わり、連邦議会議員へのロビー活動における決定的な役割を果たすなど、ろう教育の歴史で重要な貢献をした。1857年5月30日にコロンビア聾唖教育施設の最初の寮母に任命され、1866年8月1日までの9年間その地位に就いた。
彼女の両親はマイナー・ファウラーとレイチェル・ホールである。彼女はコネチカット州ギルフォード近くの町でろう者として生まれた。1817年、姉妹のパーネルに付き添って、彼女は19歳で初めて学校（コネチカット聾唖教育指導施設）に入学し、1821年の春まで勉強を続けた。
彼女は1821年8月29日にトーマス・ホプキンズ・ギャローデットと結婚し、8人の子供をもうけた：トーマス・ギャローデット(1822-1902)、ソフィア(1824-1865)、ピーター・ウォレス(1827-1903)、ジェーン・ホール(1827-1853)、ウィリアム・ルイス(1829-1887)、アリス・コグズウェル(1833-1891)、キャサリン・ケイト・ファウラー(1831-1917)、エドワード・マイナー・ギャローデット(1837-1917)。

## 参照
- "Sophia Gallaudet," by Amos Draper, http://saveourdeafschools.org/sophia_gallaudet.pdf
- Gallaudet family history, http://saveourdeafschools.org/gallaudet_family_history.pdf
- Columbia Institution Ninth Annual Report, http://saveourdeafschools.org/columbia_institution_1866.pdf
- Columbia Institution Twenty-First Annual Report,　http://saveourdeafschools.org/columbia_institution_1878.pdf